# Rało
Rało herbu Pobóg  (ur. w XIV w., zm. w XV w.) – bojar litewski, adoptowany podczas unii horodelskiej (1413).

## Życiorys
W 1413 roku podczas unii horodelskiej doszło do przyjęcia przez polskie rodziny szlacheckie, bojarów litewskich wyznania katolickiego (tzw. adopcja herbowa). Jednym z ważniejszych dowodów tamtego wydarzenia jest istniejący do dziś dokument, do którego przyczepione są pieczęcie z wizerunkami herbów szlacheckich.
Z dokumentu dowiadujemy się o istnieniu Rała, który został adoptowany przez przedstawicieli Pobogów. Jednakże, z powodu braku wystarczającej ilości zachowanych źródeł historycznych, nie udaje się odnaleźć na jego temat większej ilości informacji.

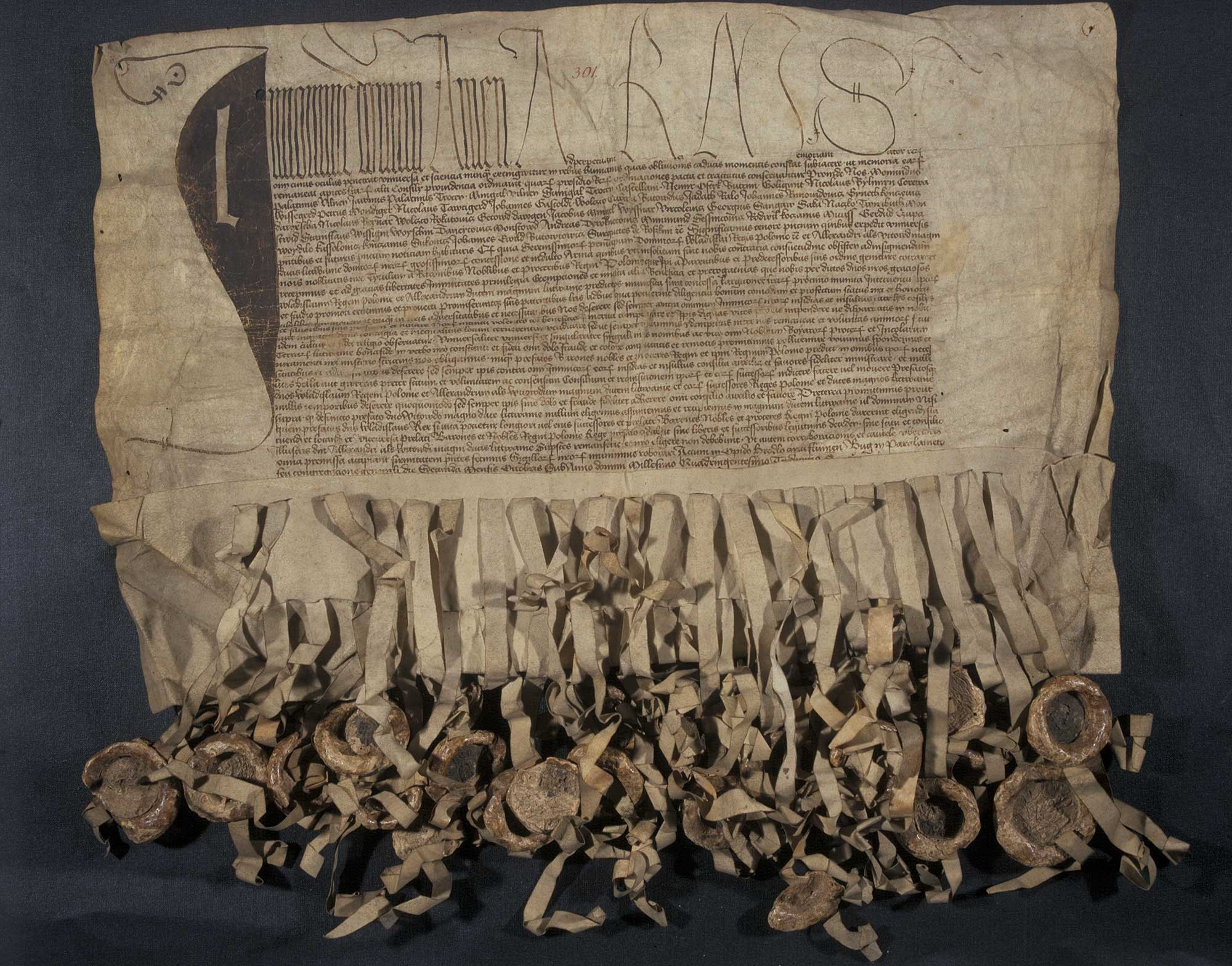
Dokument unii horodelskiej z 1413 roku z przyczepionymi pieczęciami

### Życie prywatne
Jego przypuszczalnym synem jest Jakub Rałowicz, dziedzic Horodziłowa, położonego w dawnym powiecie oszmiańskim. W 1443 roku uposaża on kościół w Horodziłowie, a w XV w. otrzymuje od Wielkiego Księcia Litewskiego trzech ludzi w Markowie, zlokalizowanym w dawnym powiecie wilejskim. Brat rodzony Jakuba, nieznanego imienia, wspomniany jest w 1496 roku jako dziad Mongajły i Stanka Gincewiczów.